# Гуантанамо (залив)
Гуанта́намо (исп. Bahía de Guantánamo) — бухта в юго-восточной части Кубы, в провинции Гуантанамо. Это самый крупный залив на южном берегу Кубы. Залив окружён крутыми горами.

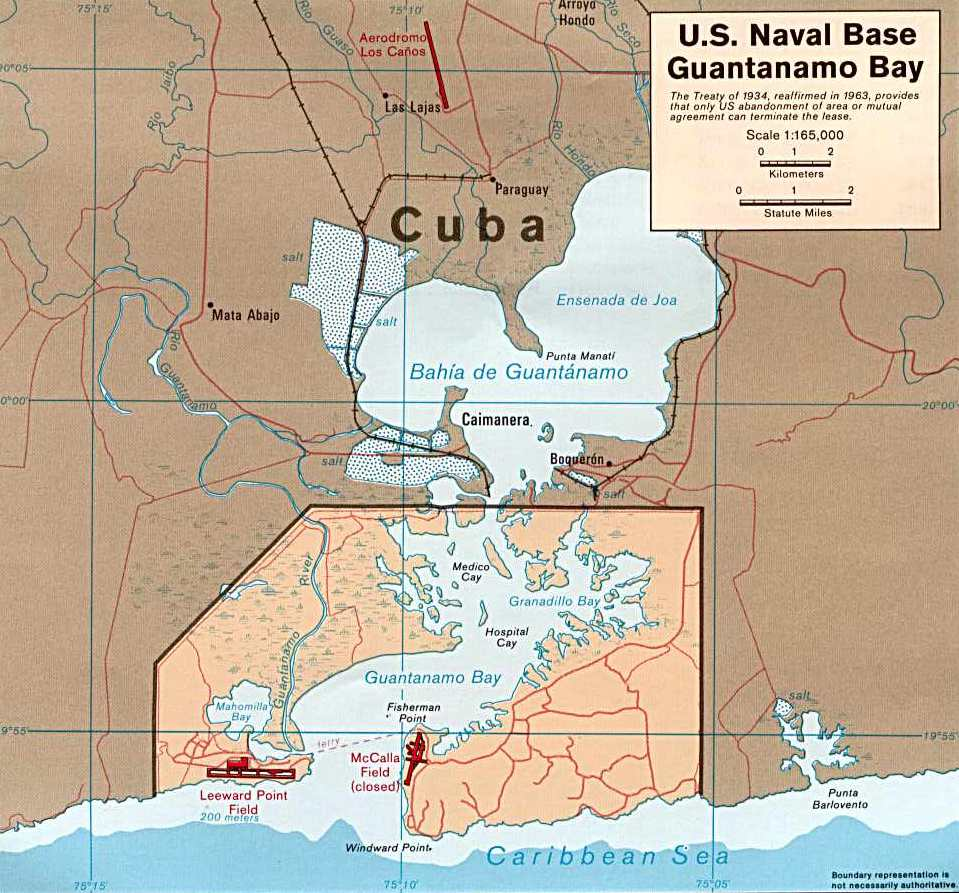
Военная база Гуантанамо на карте залива

С 1898 года в южной части залива находится американская военно-морская база. Её правовой статус оформлен кубинско-американским договором, подписанным в 1903 году, согласно которому район Гуантанамо передаётся в бессрочную аренду США. С 2002 года на территории базы находится тюрьма для заключённых, подозреваемых в международном терроризме.
Кубинское правительство заявляет о незаконности размещения американской базы, ссылаясь на статью 52 Венской конвенции 1969 года, по которой неравноправные международные договоры (заключённые под угрозой применения военной силы) считаются недействительными. Однако власти США ссылаются на статью 4 той же конвенции, согласно которой действие конвенции не распространяется на ранее заключённые соглашения.